# Tarifschalter

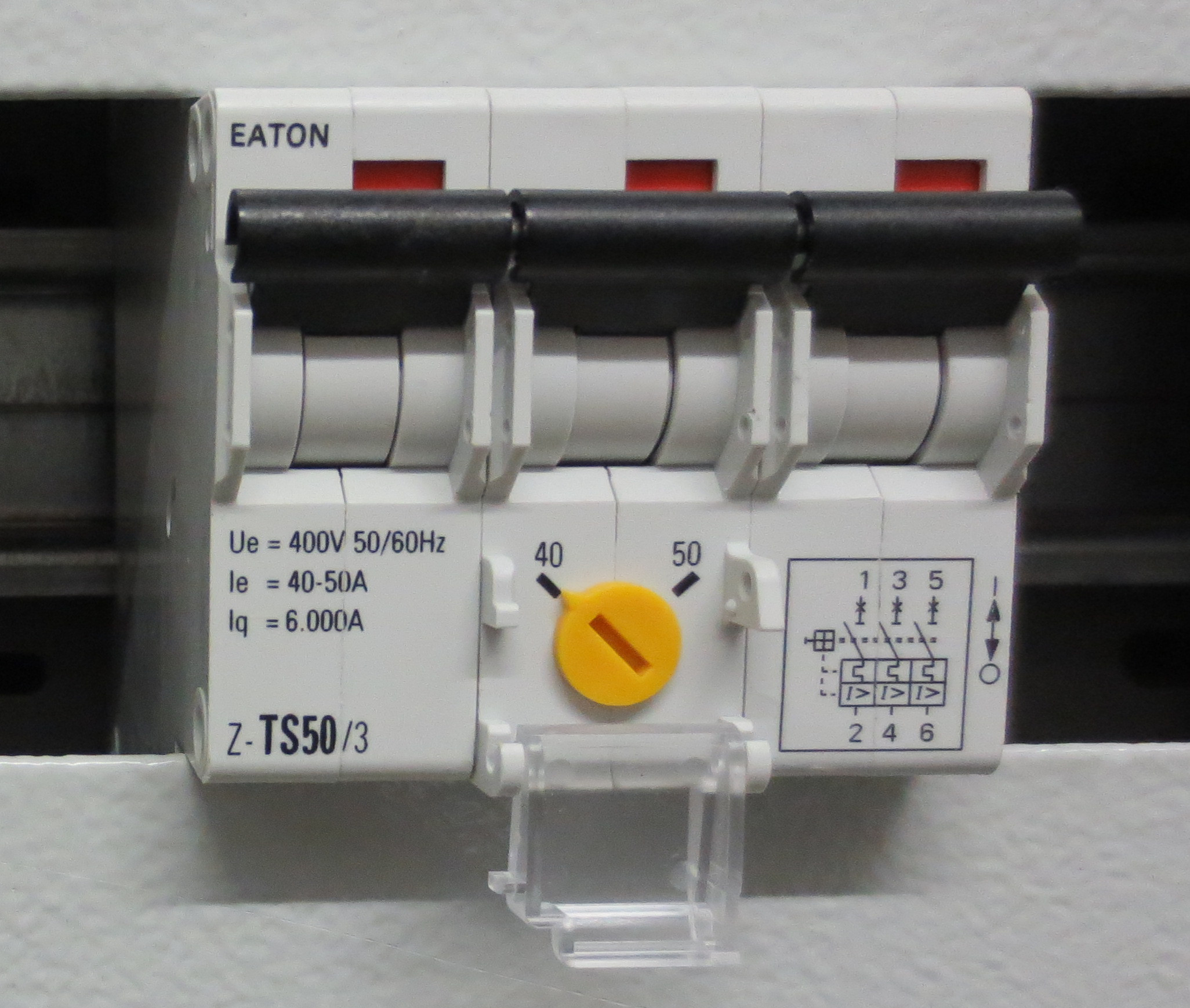
Auf Hutschiene montierter, eingeschalteter, dreipoliger Tarifschalter mit gelber Einstellschraube und aufgeklappter, nicht plombierter, transparenter Abdeckkappe; Einstellbereich 40–50 A, Bemessungsstrom auf 40 A eingestellt; links und rechts des Tarifschalters ist etwas Bauraum frei, der noch nicht mit Blindabdeckungen versehen ist, damit die horizontale Hutschiene im Hintergrund sichtbar ist

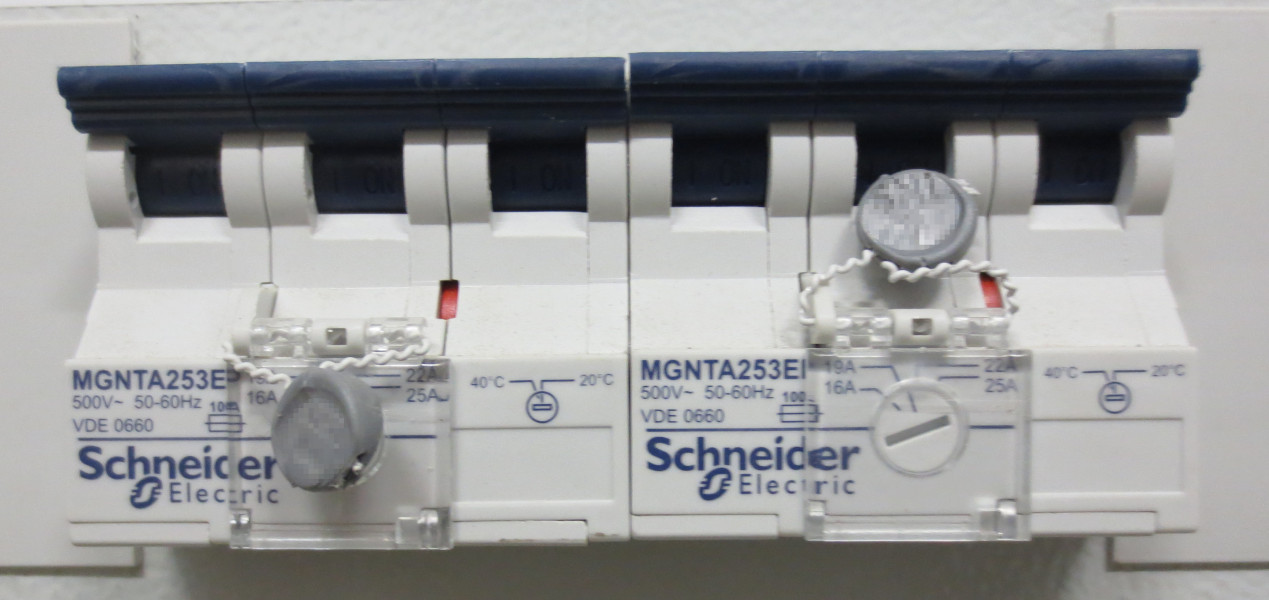
Zwei unmittelbar nebeneinander montierte, eingeschaltete, dreipolige Tarifschalter, jeweils mit hellgrauer Einstellschraube und plombierter, transparenter Abdeckkappe; Einstellbereich jeweils 16–25 A, Bemessungsstrom jeweils auf 20 A eingestellt; links und rechts der beiden Tarifschalter sind Blindabdeckungen montiert

Ein Tarifschalter (englisch Tariff switch) ist ein Schaltgerät, das der freiwilligen oder tariflichen Strombegrenzung in der Elektroinstallation von Verbraucheranlagen dient. Es handelt sich dabei um einen speziellen Leitungsschutzschalter, dessen Bemessungsstrom (bzw. Auslösestrom) in einem bestimmten Bereich einstellbar ist. Das zum Einstellen dienende Bedienelement (Einstellschraube) ist per Schraubenzieher drehbar und mit einer plombierbaren Abdeckkappe versehen, um unbefugtes Verstellen zu unterbinden. Ein Tarifschalter ist auch von elektrotechnischen Laien leicht und gefahrlos aus- und wiedereinschaltbar.

## Anwendungsgebiete
Tarifschalter werden hauptsächlich als Vor- oder Nachzählersicherungen eingesetzt. Hierbei ist es seitens des Energieversorgungsunternehmens (EVU) möglich, das erlaubte Ausmaß der Netznutzung (Bezugsrecht) je nach Stromnetz-Zugangsvertrag zwischen EVU und Kunden rasch und einfach (innerhalb des Einstellbereichs des eingesetzten Tarifschalters) einstellen zu können, ohne Komponenten austauschen zu müssen. Dies kann Arbeitsaufwände und/oder Kosten sparen.
Gelegentlich werden Tarifschalter anstelle gewöhnlicher, träger Leitungsschutzschalter verwendet.

## Eigenschaften

### Bauformen
Tarifschalter haben ein Kunststoffgehäuse. Sie sind als Reiheneinbaugerät ausgeführt und können dicht nebeneinander auf eine 35-mm-Hutschiene montiert werden.
Tarifschalter gibt es in ein- und dreipoligen Ausführungen, die einen Platzbedarf in der Breite von jeweils 1 Teilungseinheit (TE) bzw. 3 TE haben. Die einpoligen Ausführungen sind für den Einsatz in einphasigen Wechselstrom-Netzen, die dreipoligen für Dreiphasenwechselstrom-Netze vorgesehen.

### Einbau
Fließt über eine längere Zeit (mehrere zig Minuten) ein höherer Strom (insbesondere in der Gegend um den oberen Einstellwert) durch den Tarifschalter, so erwärmt er sich spürbar. Da bei einigen Tarifschaltern der Auslösestrom mit steigender Gerätetemperatur sinkt, kann es sinnvoll sein, zwischen den unmittelbar benachbarten Reiheneinbaugeräten etwas Freiraum zu lassen, damit die anfallende Verlustwärme großflächiger abstrahlen und über Konvektion im Verteilerkasten besser abgeführt werden kann und es dadurch zu keinem ungewollten automatischen Abschalten des Tarifschalters kommt.

### Schaltverhalten
Auch dreipolige Tarifschalter haben nur eine Einstellschraube. Der eingestellte Bemessungsstrom gilt für jede der drei Phasen; die Einstellung kann nur gemeinsam für alle drei Phasen vorgenommen werden. Wird der Bemessungsstrom beispielsweise auf 20 Ampere eingestellt, so lassen sich (bei in Europa üblicher Netzspannung) dreiphasig auf Dauer bis zu rund 3 × 20 A × 230 V = 13,8 kVA an Scheinleistung entnehmen; es lassen sich also Geräte mit einer maximalen Anschlussleistung von 13,8 kVA betreiben.
Bei dreipoligen Tarifschaltern ist die Schaltfunktion für alle drei Phasen gekoppelt. Das heißt,
- beim manuellen Einschalten des Tarifschalters werden alle drei Phasen gleichzeitig eingeschaltet und
- sowohl beim manuellen Ausschalten als auch beim Auslösen des Tarifschalters werden alle drei Phasen gleichzeitig ausgeschaltet.

### Auslösemechanismus
Das Auslösen, also das interne Abschalten, findet statt, sobald bei mindestens einer der maximal drei Phasen ein zu hoher Strom detektiert wird. Die Auslösekriterien sind (wie bei einem gewöhnlichen Leitungsschutzschalter)
- einerseits der Schutz vor Überlast, der durch einen trägen, thermischen Auslöser (Bimetall-Schalter) realisiert wird, der auslöst, wenn der durch den Tarifschalter fließende Strom für eine längere Zeitspanne erheblich überschritten wird (je nach Fabrikat: circa das 1,2- bis 1,45-Fache des eingestellten Bemessungsstroms {\displaystyle I_{\text{e}}} während weniger als einer Stunde), sowie
- andererseits der Kurzschlussschutz, der durch einen elektromagnetischen Schnellauslöser realisiert wird.

Das manuelle Betätigen eines Tarifschalters erfolgt über einen Schalthebel, der in beiden Endstellungen (Ein/Aus) rastend ist. Dabei stellt die Freiauslösung im Schaltschloss sicher, dass internes Auslösen nicht durch äußerliches Blockieren des Schalthebels verhindert werden kann. Falls und solange ein internes Auslösekriterium erfüllt ist, hat dies zur Folge, dass der Hebel in der Ein-Position nicht einrastet.

### Auslösecharakteristik

Zeit-Strom-Kennlinien (in doppeltlogarithmischer Darstellung) für die Auslösecharakteristiken B, C und D

Tarifschalter haben die Auslösecharakteristik D (oder eine dazu ähnliche), wodurch Selektivität zu nachfolgenden Leitungsschutzschaltern, die ihrerseits meist Charakteristik C oder B aufweisen, erreichbar ist.

### Einstellbereiche
Tarifschalter sind üblicherweise für die folgenden Einstellbereiche hinsichtlich des Bemessungsstroms erhältlich, wobei im Allgemeinen nicht jeder Hersteller alle aufgelisteten Bereiche mit seinem Sortiment abdeckt:
- 13–20 A
- 16–25 A
- 20–32 A
- 25–40 A
- 40–50 A
- 40–63 A
- 50–63 A

## Schaltzeichen

Schaltzeichen eines dreipoligen Tarifschalters

Schaltzeichen eines einpoligen Tarifschalters

In der nebenstehenden Abbildung des Schaltzeichens eines dreipoligen Tarifschalters sind die Anschlussklemmen durch kleine Kreise symbolisiert. Üblicherweise werden die Klemmen mit den Zahlen 1–6 durchnummeriert, wobei die Klemmen 1 und 2, 3 und 4 sowie 5 und 6 jeweils einen separaten Strompfad bilden.
Der Schalthebel zur manuellen Betätigung des Tarifschalters ist links oben zu sehen, angelehnt an die Form eines um 90° gegen den Uhrzeigersinn gedrehten liegenden „T“. Dieser Hebel führt in den Auslösemechanismus (Schaltschloss), der durch ein viergeteiltes Quadrat dargestellt ist.
Die mit dem Auslösemechanismus verbundene oberste horizontale strichlierte Linie erstreckt sich über alle drei Schalter und symbolisiert dadurch, dass die Schaltfunktion für alle drei Phasen gekoppelt ist. Es werden also stets alle drei Schalter synchron betätigt. Die strichlierten Linien im linken Bereich zeigen an, dass auch der thermische Überlastschutz und der magnetische Kurzschlussschutz auf den Auslösemechanismus einwirken.
Die rechteckigen Schleifen (in der oberen Rechteckreihe) stehen für die Bimetall-Auslöser des thermischen Überlastschutzes. Die Symbole „{\displaystyle I>}“ (untere Rechteckreihe) sollen die magnetischen Schnellauslöser versinnbildlichen, die beim Überschreiten eines Vielfachen (ca. 10–30) des eingestellten Bemessungsstroms auslösen. Dabei steht der Buchstabe „{\displaystyle I}“ für das Formelzeichen der elektrischen Stromstärke, und das Größer-als-Zeichen „{\displaystyle >}“ soll die Notwendigkeit des Überschreitens eines Schwellenwerts darstellen.
Da bei dreipoligen Tarifschaltern jede der drei Phasen separat überwacht und geschaltet wird, sind hier Schalter, thermische und magnetische Auslöser in dreifacher, bei einpoligen Tarifschaltern hingegen nur in einfacher Ausführung vorhanden.

## Normen und Standards
Für Tarifschalter maßgebende Normen und Standards sind:
- EN/IEC 60898-1
- EN/IEC 60947 (Gebrauchskategorien)

## Zubehör
Als Zubehör für Tarifschalter gibt es – je nach Hersteller – verschiedene Anbaugeräte wie z. B. Arbeitsstromauslöser, Unterspannungsauslöser, Hilfsschalter und Wiedereinschaltgeräte.

## Abgrenzung
Im Handel sind auch – ähnlich zu Tarifschaltern aufgebaute – Motorschutzschalter mit Einstellmöglichkeit und einstellbare Leitungsschutzschalter erhältlich. Im Unterschied zu Tarifschaltern ist die Einstellschraube für den Bemessungsstrom bei den beiden letztgenannten Geräten nicht mit einer Abdeckkappe versehen; die Einstellschraube kann hier nicht plombiert werden.